# J.H.F. Jahn
Jens Harald Fibiger Jahn (7. juni 1818 i Kiel – 6. april 1849 ved Ullerup, Sundeved) var en dansk officer og militærhistoriker.
Han var søn af premierløjtnant, senere kaptajn Ferdinand Heinrich Jahn (1789-1828) og Eleonora H. Fries (1794-1859). Han blev 1831 kadet og udgik 1835 fra Landkadetkorpset som sekondløjtnant ved Prins Christian Frederiks Regiment. Faderens kærlighed til historien var gået i arv til ham, og han begyndte straks som ung løjtnant at sysle med krigshistoriske studier, der 1840-41 satte frugt i værket De danske Auxiliærtropper (to dele). Et tillæg eller slags 3. del, der omhandlede et dansk hjælpekorps i Ungarn, udkom 1843 i Militært Repertorium 2. række, af hvilket tidsskrift Jahn var en flittig medarbejder og i 1847 blev medredaktør. Også til Danske Magazin leverede han bidrag. Jahn var svagelig af helbred og afskedigedes med ventepenge 1842 af infanteriets linje, men optoges det følgende år som premierløjtnant i reserven. 1848 indtrådte han på ny i aktiv tjeneste, først som pladskommandant i forskellige byer, derefter som kompagnikommandør i 3. reservebataljon. I denne egenskab faldt han under bataljonens kamp i træfningen ved Ullerup 6. april 1849.
Jahn blev gift 7. juni 1844 i Aalborg med Sophie Vilhelmine Antonie Kuhlmann (Kühlmann) (25. maj 1821 på Petersholm ved Vejle - 19. oktober 1844 i København), datter af proprietær Johan Anton Kuhlmann, senere til Brejninggård, og Elisa Christiane Torkos.
Han er begravet i Sønderborg, mens hustruen er begravet på Garnisons Kirkegård.
Hans, og til dels også faderens ekscerpter og optegnelser, gik over til oberst Otto Vaupell og er benyttet i dennes Den dansk-norske Hærs Historie. Rester deraf er afleveret i Rigsarkivet.